# Four Nations 2016
Die Four Nations 2016 war die fünfte Ausgabe des Rugby-League-Turniers Four Nations und wurde in England ausgetragen. Als vierte Nation qualifizierte sich Schottland, das den European Nations Cup 2014 gewann. Im Finale gewann Australien 34:8 gegen Neuseeland und die Four Nations damit zum dritten Mal.

## Austragungsorte
| Stadt              | Stadion               | Kapazität |
| ------------------ | --------------------- | --------- |
| London             | Olympiastadion London | 60.000    |
| Liverpool          | Anfield               | 54.074    |
| Coventry           | Ricoh Arena           | 32.609    |
| Huddersfield       | John Smith’s Stadium  | 24.500    |
| Kingston upon Hull | Craven Park           | 12.225    |
| Workington         | Zebra Claims Stadium  | 10.000    |

## Hauptrunde

### Tabelle
|     | Team       | Spiele | Siege | Unent. | Ndlg. | Spiel- punkte | Diff. | Tabellen- punkte |
| --- | ---------- | ------ | ----- | ------ | ----- | ------------- | ----- | ---------------- |
| 01. | Australien | 3      | 3     | 0      | 0     | 104:38        | + 66  | 6                |
| 02. | Neuseeland | 3      | 1     | 1      | 1     | 43:48         | − 5   | 3                |
| 03. | England    | 3      | 1     | 0      | 2     | 72:65         | + 7   | 2                |
| 04. | Schottland | 3      | 0     | 1      | 2     | 42:110        | − 68  | 1                |

### Runde 1
| 28. Oktober 20:00 | Australien | 54 : 22        | Schottland                                                             | Craven Park, Kingston upon Hull Zuschauer: 5.337 Schiedsrichter: Ben Thaler (England) |
| 28. Oktober 20:00 | Versuche: Ferguson 6. n.erh. Cronk 10. erh., 15. erh. Mansour 26. n.erh., 35. n.erh. Maloney 13. erh. Dugan 44. erh. Frizell 66. erh. Morgan 69. erh. Trbojevic 79. erh. Erhöhungen: Maloney (7/10) | (30:6) Bericht | Versuche: Brierley 39. erh. Kavanagh 59. erh. Erhöhungen: Brough (2/2) | Craven Park, Kingston upon Hull Zuschauer: 5.337 Schiedsrichter: Ben Thaler (England) |

| 29. Oktober 14:30 | England                                                                                                | 16 : 17       | Neuseeland | John Smith’s Stadium, Huddersfield Zuschauer: 24.070 Schiedsrichter: Robert Hicks (England) |
| 29. Oktober 14:30 | Versuche: McGillvary 48. erh. Hall 61. erh. Erhöhungen: Widdop (2/2) Straftritte: Widdop (2/2) 3., 11. | (4:6) Bericht | Versuche: Rapana 35. n.erh., 56. n.erh. Johnson 42. erh. Erhöhungen: Kahu (1/3) Straftritte: Kahu (1/1) 31. Dropgoals: Johnson (1/1) 65. | John Smith’s Stadium, Huddersfield Zuschauer: 24.070 Schiedsrichter: Robert Hicks (England) |

### Runde 2
| 5. November 17:30 | England | 38 : 12        | Schottland                                                         | Ricoh Arena, Coventry Zuschauer: 21.009 Schiedsrichter: Gerard Sutton (Australien) |
| 5. November 17:30 | Versuche: Whitehead 27. erh., 36. erh. Percival 50. n.erh. Hall 54. erh. McGillvary 58. n.erh. Gale 64. erh. Farrell 80. erh. Erhöhungen: Gale (5/7) | (12:8) Bericht | Versuche: Linnett 6. n.erh. Russell 24. n.erh. Ferguson 70. n.erh. | Ricoh Arena, Coventry Zuschauer: 21.009 Schiedsrichter: Gerard Sutton (Australien) |

| 5. November 20:00 | Neuseeland                                  | 8 : 14         | Australien | Ricoh Arena, Coventry Zuschauer: 21.009 Schiedsrichter: Ben Cummins (Australien) |
| 5. November 20:00 | Versuche: Kata 49. n.erh. Rapana 77. n.erh. | (0:10) Bericht | Versuche: Ferguson 10. n.erh. Thurston 15. erh. Erhöhungen: Thurston (1/2) Straftritte: Thurston (2/2) 55., 71. | Ricoh Arena, Coventry Zuschauer: 21.009 Schiedsrichter: Ben Cummins (Australien) |

### Runde 3
| 11. November 20:00 | Neuseeland                                                                                     | 18 : 18       | Schottland | Zebra Claims Stadium, Workington Zuschauer: 6.628 Schiedsrichter: Ben Cummins (Australien) |
| 11. November 20:00 | Versuche: Fusitu'a 24. erh., 55. n.erh. Beale 73. n.erh., 76. n.erh. Erhöhungen: Johnson (1/1) | (6:4) Bericht | Versuche: Tierney 27. n.erh. Hellewell 67. erh. Aitken 79. erh. Erhöhungen: Brough (2/3) Straftritte: Brough (1/1) 70. | Zebra Claims Stadium, Workington Zuschauer: 6.628 Schiedsrichter: Ben Cummins (Australien) |

| 13. November 14:00 | England | 18 : 36        | Australien | Olympiastadion London, London Zuschauer: 35.569 Schiedsrichter: Robert Hicks (England) |
| 13. November 14:00 | Versuche: McGillvary 26. n.erh. Widdop 67. erh. Hall 76. erh. Erhöhungen: Widdop (2/3) Straftritte: Widdop (1/1) 12. | (6:10) Bericht | Versuche: Ferguson 36. erh. Inglis 47. erh. Scott 57. erh. Dugan 59. erh. Gillett 72. n.erh. Holmes 78. n.erh. Erhöhungen: Thurston (4/6) Straftritte: Thurston (2/2) 17., 40. | Olympiastadion London, London Zuschauer: 35.569 Schiedsrichter: Robert Hicks (England) |

## Finale
| 20. November 14:30 | Australien | 34 : 8         | Neuseeland                            | Anfield, Liverpool Zuschauer: 40.042 Schiedsrichter: Ben Cummins (Australien) |
| 20. November 14:30 | Versuche: Ferguson 3. erh. Dugan 15. n.erh., 32. n.erh. Merrin 20. erh. Boyd 44. n.erh. Cordner 74. erh. Erhöhungen: Thurston (3/6) Straftritte: Thurston (2/2) 18., 29. | (24:0) Bericht | Versuche: Kahu 55. n.erh., 69. n.erh. | Anfield, Liverpool Zuschauer: 40.042 Schiedsrichter: Ben Cummins (Australien) |

| 1                  | Darius Boyd       |
| 2                  | Blake Ferguson    |
| 3                  | Greg Inglis       |
| 4                  | Josh Dugan        |
| 5                  | Valentine Holmes  |
| 6                  | Jonathan Thurston |
| 7                  | Cooper Cronk      |
| 8                  | Matthew Scott     |
| 9                  | Cameron Smith     |
| 10                 | Aaron Woods       |
| 11                 | Boyd Cordner      |
| 12                 | Matt Gillett      |
| 13                 | Trent Merrin      |
| Auswechselspieler: |                   |
| 14                 | Michael Morgan    |
| 15                 | David Klemmer     |
| 16                 | Tyson Frizell     |
| 17                 | Shannon Boyd      |

| 1                  | Jordan Kahu        |
| 2                  | David Fusitu'a     |
| 3                  | Solomone Kata      |
| 4                  | Shaun Kenny-Dowall |
| 5                  | Jordan Rapana      |
| 6                  | Tohu Harris        |
| 7                  | Shaun Johnson      |
| 8                  | Jesse Bromwich     |
| 9                  | Isaac Luke         |
| 10                 | Adam Blair         |
| 11                 | Kevin Proctor      |
| 12                 | Manu Ma'u          |
| 13                 | Jason Taumalolo    |
| Auswechselspieler: |                    |
| 14                 | Lewis Brown        |
| 15                 | Martin Taupau      |
| 16                 | Greg Eastwood      |
| 17                 | Joseph Tapine      |